# Caso de asesinato de Watts y Betchart
Harry Watts, un colono europeo, operaba una granja en el Protectorado de África Oriental Británica. El 2 de abril de 1918 fue convocado por dos empleados negros que habían atrapado a un keniano negro llamado Mutunga, aparentemente en el acto de robar una bolsa de harina de la granja. Watts golpeó a Mutunga con un chicote, dejándolo gravemente herido. Ordenó al administrador de su granja, Cyprian Betchart, otro europeo, que llevara a Mutunga a la comisaría. Betchart, en cambio, lo ató en su casa antes de llevárselo más tarde esa noche y luego intentar quemar su cuerpo. El fuego fue visto por un keniano negro que alertó a la policía, que arrestó a los dos europeos por cargos de asesinato.
Un cirujano de la policía asiático determinó que Mutunga había sufrido múltiples heridas pero había muerto por estrangulamiento. Watts y Betchart fueron juzgados en el Tribunal Superior en septiembre. Su abogado defensor intentó desacreditar al cirujano de la policía y a los testigos negros. El jurado compuesto exclusivamente por europeos emitió veredictos de no culpabilidad por los cargos de asesinato y encontró a ambos hombres culpable solo por cargos menos graves de lesiones. Los hombres recibieron multas de 1000 chelines. En Gran Bretaña, la sentencia se consideró indulgente y la Oficina Colonial Británica (Colonial Office) exigió un informe de las autoridades coloniales. El fiscal general de África Oriental, Jacob William Barth, consideró que los jurados en Kenia estaban sesgados a favor de los europeos. Después de una serie de otros casos y más presión de Gran Bretaña, finalmente se logró la reforma legal en 1930 con la eliminación de las leyes del Código Penal de la India que permitían a los jurados presentar cargos menores en casos de asesinato.

## Trasfondo
Harry Watts nació en Londres y se desempeñó como sargento herrador en el Ejército Británico durante la segunda guerra bóer. Permaneció en África al final de la guerra en 1902 y caminó hasta el Protectorado de África Oriental Británica en 1907. Watts mantuvo un rebaño lechero y cultivó lino en la tierra en el área de Molo del condado de Nakuru. Un contemporáneo, Victor Kane, también alegó que era un cazador furtivo y ladrón de marfil, que robaba caravanas somalíes que transportaban marfil de Etiopía a Nairobi. Kane describió a Watts como «un bruto, más duro que un diamante sin pulir, bebía whisky y fumaba cigarrillos 'King Stork' en exceso». En 1918, Watts contrató a un administrador agrícola, otro europeo llamado Cyprian Betchart (apellido a veces escrito como Betschart o Betschhart).

## Muerte de Mutunga
En la noche del 2 de abril de 1918, dos de los empleados negros de Watts, Ogola Osewa y Kipkoske arap Juma, detuvieron a un hombre negro llamado Mutunga, aparentemente en el acto de robar una bolsa de harina del molino de Watts. Convocaron a Watts, quien procedió a interrogar a Mutunga y lo golpeó con un chicote. Después de tres sesiones de flagelación, intercaladas con inmersiones en un río, Mutunga le proporcionó a Watts los nombres de otros hombres que, según dijo, también le habían robado a Watts.
Para entonces Mutunga ya estaba gravemente herido. Watts le ordenó a Betchart que llevara a Mutunga a la comisaría y regresara a su casa. Betchart decidió que el transporte de Mutunga podía esperar hasta la mañana y ordenó a Ogola y Kipkoske que llevaran a Mutunga a la casa de Betchart. En la casa, una choza de dos habitaciones que Betchart compartía con su cocinero Amino wa Maloa, Mutunga fue atado con las piernas abiertas debajo de la cama de Betchart. A las 2 a. m., Amino se despertó y vio a Betchart cargando a Mutunga afuera sobre su hombro. Amino notó que las ataduras de Mutunga habían sido cortadas con un cuchillo y que Betchart regresó a su casa media hora después.
No es seguro en qué momento murió Mutunga. Es posible que estuviera muerto cuando lo ataron debajo de la cama de Betchart o que sobrevivió hasta más tarde. El 10 de abril, Betchart llevó a Ogola a un terraplén ferroviario. Ogola vio que habían dejado el cuerpo de Mutunga. Los dos hombres encendieron un fuego con madera, hierba y queroseno (que Betchart había traído consigo) y prendieron fuego a los restos de Mutunga, antes de regresar a la granja de Watts.

## Descubrimiento, arrestos y juicio
Aproximadamente una hora después de que Betchart y Ogola abandonaran el terraplén, Kipsony arap Mania, que caminaba por la vía del tren, vio el humo del fuego. Kipsony descubrió los restos de Mutunga y alertó a la policía. La policía pronto identificó el cadáver y arrestó a Watts y Betchart. Una autopsia realizada por el cirujano asistente de la policía del sur de Asia, Wilayatt Shah, determinó que estrangulamiento fue la causa de la muerte, pero notó múltiples lesiones como resultado de fuertes golpes.
El caso Crown vs 1. H.E. Watts and 2. C.S.L. Betchart fue juzgado en el Tribunal Superior, con sede en Nakuru, entre el 4 y el 8 de septiembre de 1918. El caso fue presidido por el juez Maxwell; el jurado estuvo compuesto por nueve europeos, todos vecinos del distrito.
Watts y Betchart no intentaron negar gran parte de la acusación, aunque su abogado intentó desacreditar a Shah y explotar la contradicción en el testimonio de los testigos africanos. Estas acciones fueron anotadas por Maxwell en su resumen.
En el momento del juicio, la ley en el protectorado era la del Código Penal de la India, que permitía que un jurado devolviera cargos menores de homicidio involuntario, lesiones graves o lesiones simples en casos de asesinato. Para que se pruebe un cargo de asesinato, el jurado debe estar seguro de que hubo una intención de matar, de causar lesiones «suficientes en el curso normal de la naturaleza para causar la muerte» o que una persona razonable llegaría a la conclusión de que las lesiones causadas probablemente resultar en la muerte. El daño grave era un acto que ponía en peligro la vida pero sin la intención de matar. El daño simple fue la causa intencional de cualquier dolor.
El jurado no encontró a ninguno de los dos culpables de asesinato y emitió veredictos de culpabilidad solo por los cargos de lesiones menos graves. Maxwell multó a cada hombre con 1000 chelines y además declaró vinculante a Betchart durante 12 meses.

## Reforma legal
El veredicto y la sentencia se consideraron indulgentes en ese momento y la Oficina Colonial Británica (Colonial Office) exigió un informe completo del gobierno colonial. El Departamento Jurídico del protectorado realizó una investigación. El juez Maxwell declaró que pensaba que el jurado solo podía haber llegado a su veredicto descartando el testimonio de todos los testigos negros. El fiscal general de África Oriental, Jacob William Barth, consideró que los jurados europeos en la colonia dieron beneficio de la duda a los europeos en juicio, escribió al secretario en jefe de la colonia y señaló que «un jurado... es muy propenso en este país... a dar a un europeo acusado los beneficios de cualquier posible contradicción que se le pueda hacer a el testimonio de testigos nativos para la Corona». La Sociedad Británica de Protección contra la Esclavitud y los Aborígenes escribió a la Oficina Colonial Británica sobre el caso.
Al caso de Watts y Betchart le siguieron otros juicios por asesinato de naturaleza y resultados similares, como el de Langley Hawkins en 1920 y el de Jasper Abraham en 1923. Estos casos generaron preocupación en Londres por la práctica generalizada en la colonia de europeos de azotar a sus empleados negros. Sucesivos secretarios de Estado para las Colonias escribieron a los gobernadores coloniales de Kenia para intentar restringir la práctica, sin éxito ya que los gobernadores tendían a ponerse del lado de los colonos que estaban a favor de su continuación. El Devonshire White Paper de 1923, ordenó que los intereses de los kenianos negros se colocaran por encima de los de los colonos europeos, pero tuvo poco efecto práctico.
Finalmente, se logró la reforma legal con la presión continua de la Oficina Colonial Británica. El Código Penal de la India fue reemplazado en 1930 y se eliminó su tratamiento peculiar de los cargos de asesinato y agresión, lo que redujo el margen de los jurados para mostrar indulgencia con los hombres acusados de asesinato. Las reformas posteriores del gobernador Sir Joseph Byrne, que lo hicieron impopular entre la población de colonos europeos, redujeron la discreción disponible para los jueces al dictar sentencia. La opinión pública europea en la colonia se mantuvo firmemente a favor del trato severo a los kenianos negros durante décadas.

## Destino de Watts y Betchart
Más tarde, Betchart trabajó para una empresa comercial británica en Kisumu. Murió el 3 de junio de 1933 en Kakamega. C. S. Nicholls en Red Strangers: the White Tribe of Kenya (2005) afirma que Watts estuvo involucrado en un segundo caso de presunto asesinato de un hombre negro, del cual fue absuelto. Murió en 1947, durante un viaje a Inglaterra.